# Ryńsk
Ryńsk (deutsch: Rynsk, auch Rinsk, 1902–1945 Rheinsberg) ist ein polnisches Dorf des Powiat Wąbrzeski in der Woiwodschaft Kujawien-Pommern und gehört zur Landgemeinde Ryńsk (bis 2016: Wąbrzeźno). Diese hat ihren Sitz jedoch nicht im seit 2017 namensgebenden Ryńsk, sondern in der Stadt Wąbrzeźno (Briesen). Von 1975 bis 1988 gehörte die Ortschaft zur Woiwodschaft Toruń, die im Zuge einer Verwaltungsreform aufgelöst wurde.

## Baudenkmale

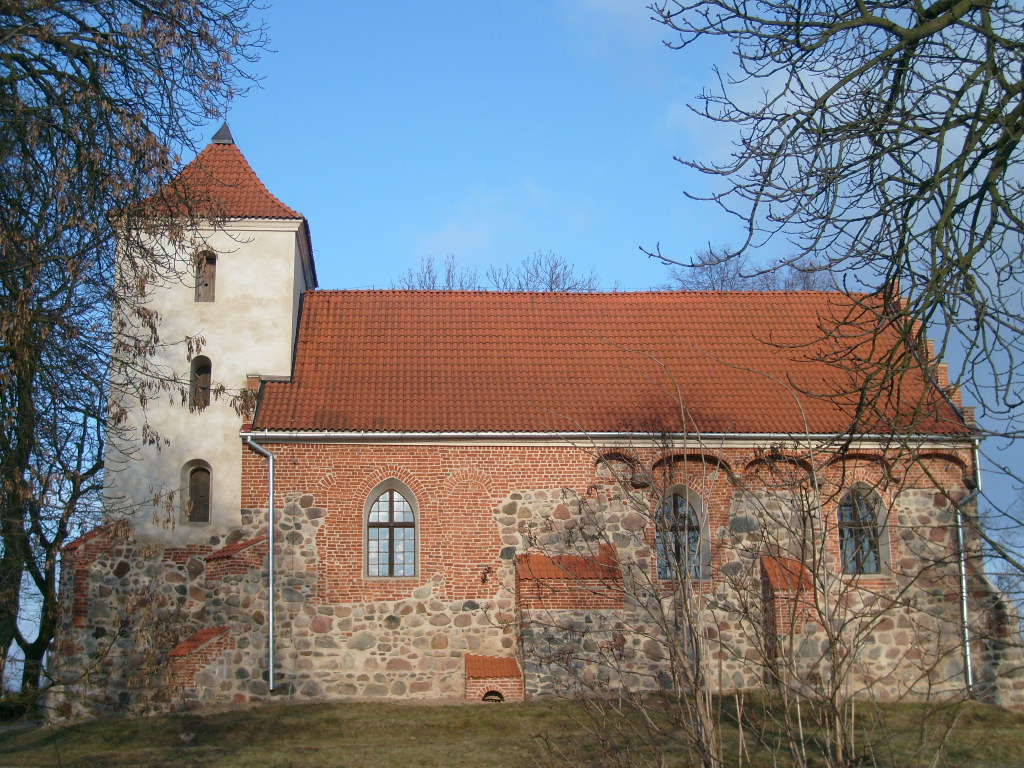
Kirche św. Wawrzyńca

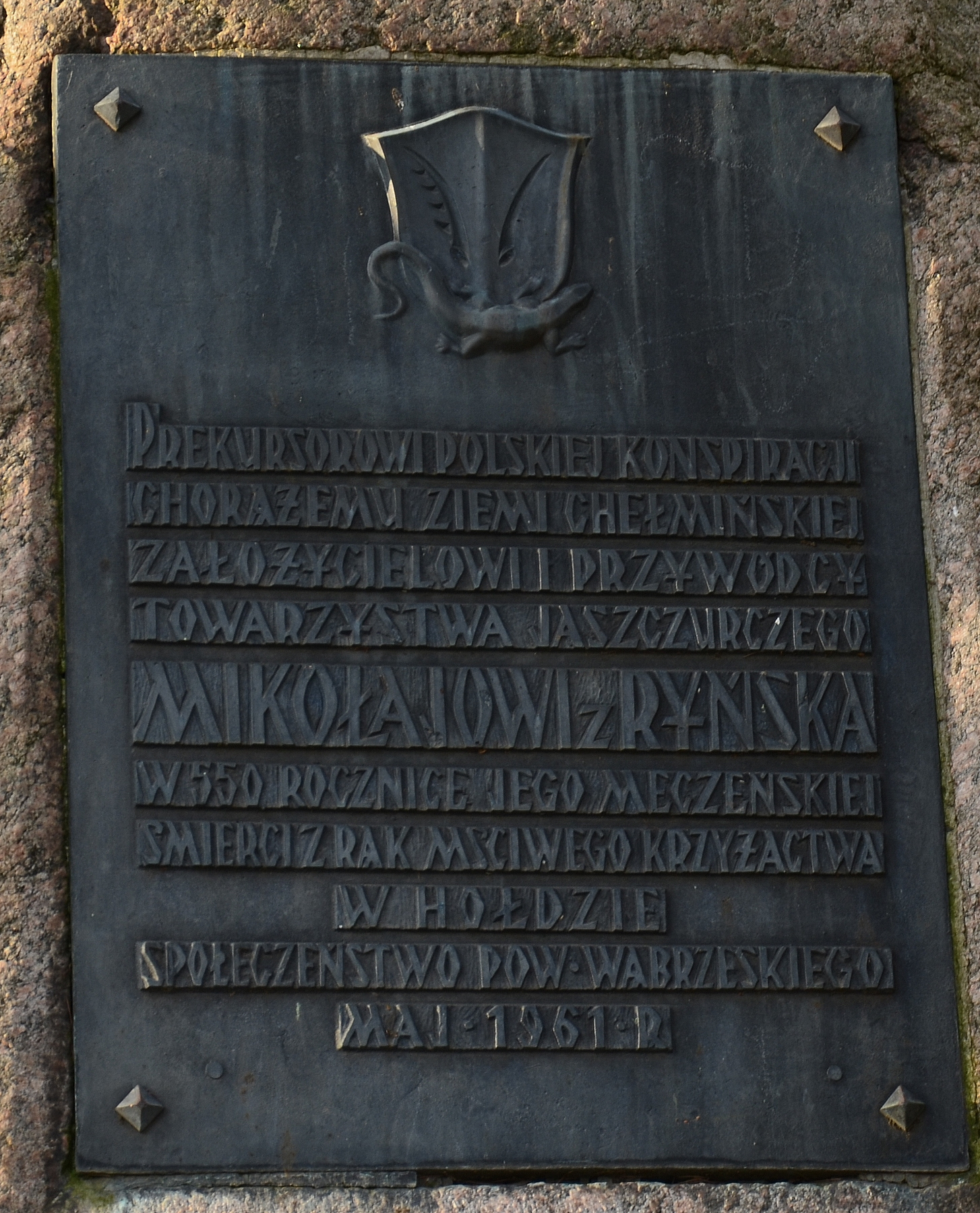
Erinnerungstafel für Nicolaus von Renys

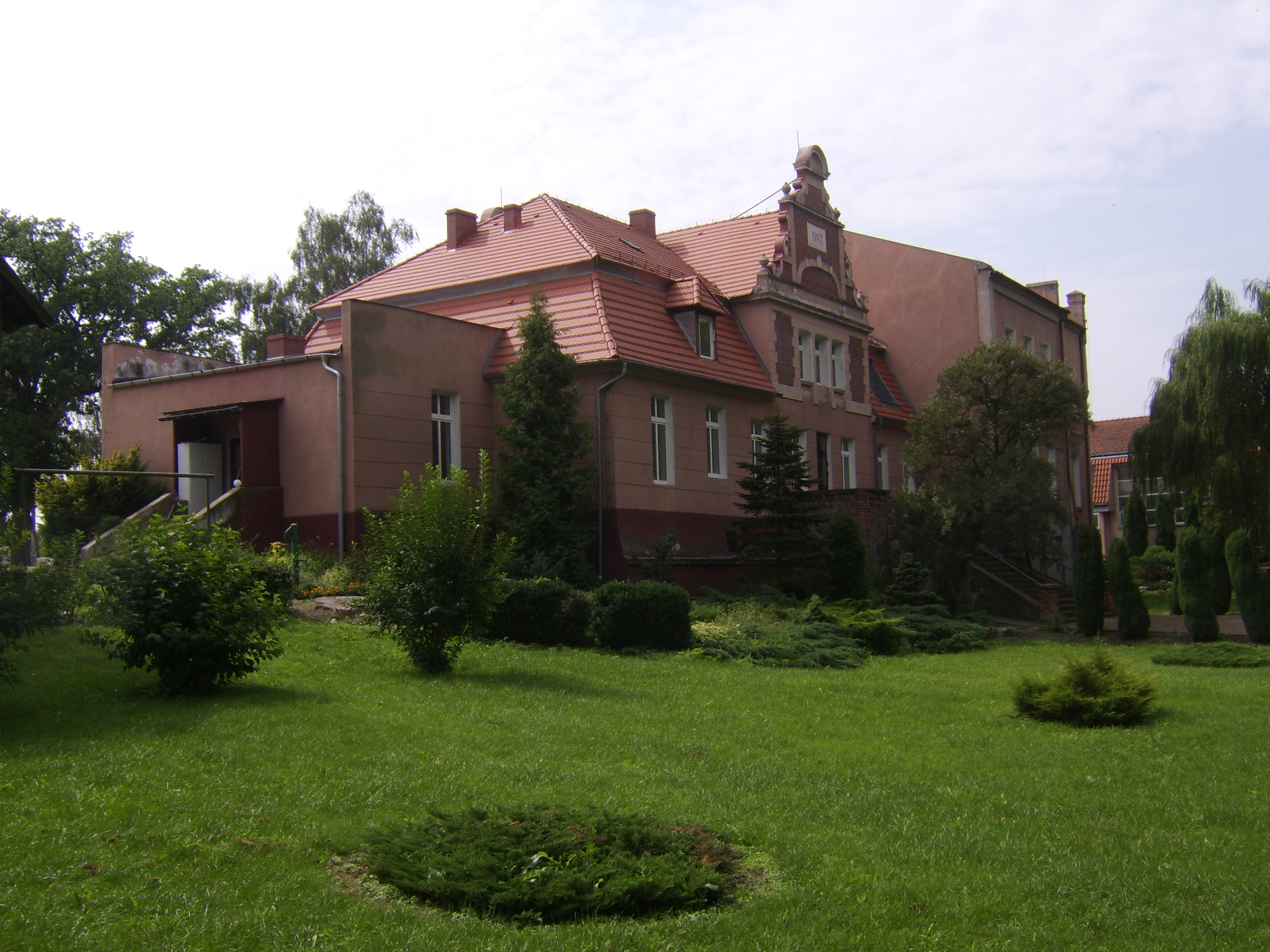
Herrenhaus

- Kirche św. Wawrzyńca aus dem 14. Jahrhundert, im 17. Jahrhundert umgebaut
- Kirche des Allerheiligsten Herzens Jesu (Najświętszego Serca Pana Jezusa), Anfang des 20. Jahrhunderts, ehemals evangelisch
- Herrenhaus aus dem 17. Jahrhundert, im 19. Jahrhundert erweitert
- Mühle des 19. Jahrhunderts

## Persönlichkeiten
- Nicolaus von Renys (polnisch Mikołaj z Ryńska, um 1360–1411), Ritter und Anführer des Eidechsenbundes gegen die Herrschaft des Deutschen Ordens